# Fritz Kiener
Pour les articles homonymes, voir Kiener.
Fritz Kiener, né le 7 mars 1874 à Soultz-sous-Forêts et mort le 4 novembre 1942 à Clermont-Ferrand – où l'université de Strasbourg s'était repliée pendant l'Occupation –, est un universitaire et historien français, spécialiste de l'Alsace.

## Sélection de publications
- (de) Verfassungsgeschichte der Provence seit der Ostgothenherrschaft bis zur Errichtung der Konsulate (510-1200), Dyksche, Leipzig, 1900 (thèse)
- (de) Zur Vorgeschichte des Bauernkriegs am Oberrhein, 1904
- La Bourgeoisie alsacienne (trad. de l'allemand), 1909
- (de) Studien zur Verfassung des Territoriums der Bischoefe von Strassburg. Erster Teil : Die Entstehung der Gebietsherrschaft, Quelle et Meyer, Leipzig, 1912 (notes de lecture d'Alfred Leroux )
- (de) Rodolphe Reuss, Bemerkungen zu seiner Geschichte des Elsasses, Elsässische Rundschau, Strasbourg, 1912
- L'Alsace après le verdict de Colmar, 1928
- Essai sur la formation historique du Bas-Rhin : civitas, landgraviat et département, 1928
- Quelques aperçus sur Strasbourg et Mulhouse : à propos de deux livres récents, 1934
- Aperçu sur l'historiographie de Colmar, 1935

## Hommages

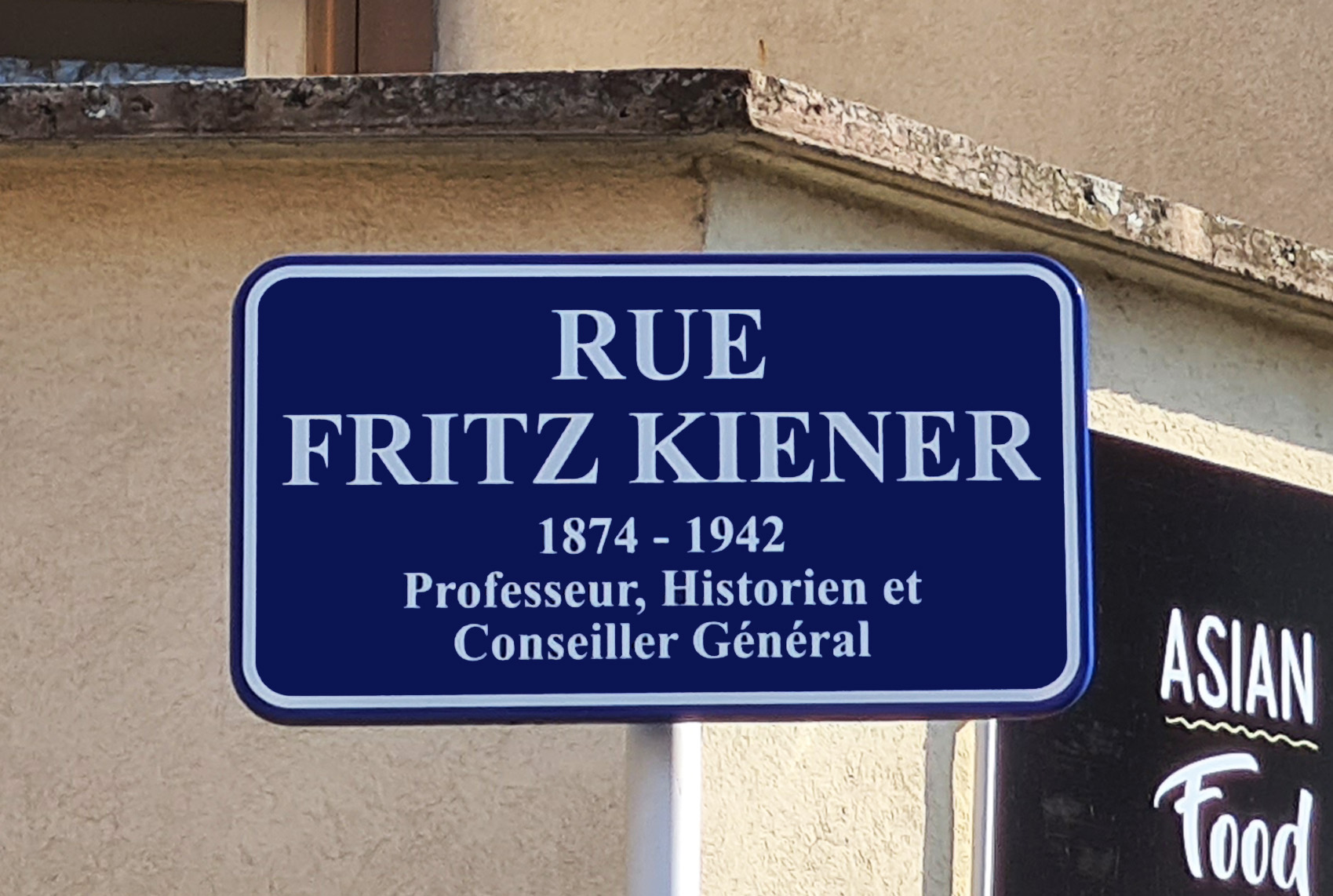
Plaque de rue à Strasbourg.

Une rue de Strasbourg porte son nom depuis 1961.